# Denise Carrier-Perreault
Pour les articles homonymes, voir Carrier et Perreault.
Denise Carrier-Perreault, née le 21 juin 1946 à Saint-Joseph-de-la-Pointe-De Lévy, est une femme politique québécoise. Elle est députée de la circonscription de Chutes-de-la-Chaudière à l'Assemblée nationale du Québec de 1989 à 2003, sous la bannière du Parti québécois. 

## Biographie
Elle est la fille de Maurice Carrier et de Gabrielle Ruel.  Elle fait des études classiques au couvent de Lévis. Elle obtient un diplôme en graphisme du Cégep de Sainte-Foy et un baccalauréat en relations industrielles de l'Université Laval en 1984. Elle travaille chez Bell Canada, où elle est téléphoniste de 1963 à 1968, dessinatrice et déléguée syndicale de 1968 à 1971 et présidente régionale du syndicat de 1971 à 1973. En 1984 et 1985, elle est commissaire à la Commission scolaire des Chutes-de-la-Chaudière. De 1985 à 1989, elle est conseillère en gestion des ressources humaines.  De 1987 à 1989, elle est formatrice en santé et sécurité au travail.

### Carrière politique
De 1986 à 1988, elle est présidente de l'Association du Parti québécois de Lévis, puis de 1988 à 1989 pour les Chutes-de-la-Chaudière. 
Lors de l'élection générale québécoise de 1989 elle est élue députée du Parti québécois à l'Assemblée nationale, dans la circonscription de Chutes-de-la-Chaudière, nouvellement créée. Elle est réélue à l'élection générale de 1994. Dans le gouvernement Bouchard, elle est ministre déléguée aux Mines, aux Terres et aux Forêts du 29 janvier 1996 au 25 février 1998 et ministre déléguée aux Mines et aux Terres du 25 février au 15 décembre 1998. Elle est réélue députée à l'élection générale de 1998. Elle est présidente de la Commission de l'économie et du travail de 1999 à 2001. Elle est par la suite leader parlementaire adjointe du gouvernement de mars 2001 à mars 2002, et vice-présidente de la Commission des affaires sociales de mars 2002 à mars 2003. Elle ne se représente pas à l'élection générale de 2003.
Le fonds d'archives de Denise Carrier-Perreault est conservé à l'Assemblée nationale du Québec (P15).

## Distinctions et prix
Elle est récipiendaire, en 2005, de la Médaille de l'Assemblée nationale.